# Limenitis justinella
Limenitis justinella är en fjärilsart som beskrevs av Hans Fruhstorfer 1907. Limenitis justinella ingår i släktet Limenitis och familjen praktfjärilar. Inga underarter finns listade i Catalogue of Life.